# Lotus 98T
A Lotus 98T egy Formula–1-es versenyautó, amelyet a Team Lotus tervezett az 1986-os Formula–1 világbajnokságra. Pilótái Ayrton Senna és az újonc Johnny Dumfries voltak.

## Áttekintés
A szabályváltozások miatt, amelyek 195 literben maximalizálták a verseny alatt felhasználható üzemanyag mennyiségét, az autó elődjéhez képest alacsonyabban fekszik. Az erőforrás, ebben az évben utoljára, a Renault Gordini turbómotorja volt, a csapat hatsebességű manuális váltójával. A motor kétféle kivitelben készült: volt egy hagyományos, és egy "D.P." jelzésű, melyben szeleprugók is helyt kaptak. A szezon vége felé érkezett újításokkal a motorban hatékonyabbá tették az üzemanyag-befecskendezést és a vízhűtést. Noha pontos méréseket nem lehetett készíteni a motor teljesítményéről, a rendelkezésre álló adatok szerint képes volt 1000 lóerő feletti teljesítmény leadására is, amivel a Formula–1 történetének egyik legerősebb motorja volt.
Ezt a teljesítményt azonban csak az időmérő edzéseken használhatta ki a csapat, ugyanis ekkor nem volt korlátozás a turbónyomásra. Gyakorlatilag ez azzal is járt, hogy kimondottan időmérős körökre is fenntartottak motorokat, melyek a csúcsra járatva mindössze néhány kört bírtak ki. A versenyeket már egy kb. 900 lóerőre képes beállításon teljesítették.
Ami a váltót illeti, ebből is kétfélét használtak az idényben: kezdetben ötsebességest, majd hatsebességest. Ez utóbbi azonban meglehetősen megbízhatatlan volt, ezért Senna nem is igen használta, hanem Dumfries versenyzett vele, míg elég megbízható nem lett.
A Lotus 98T újításai közé tartozott még a kétfokozatú hasmagasság-beállítás, vízbefecskendezéses intercooler, kezdetleges bargeboard-ok, illetve az üzemanyagfogyasztást mérő mikrokomputer.
Az idény során Senna két futamot nyert, vele szemben Dumfries felejthető teljesítményt nyújtott. Az évet a csapat konstruktőri harmadikként zárta.

## A pilótafelállás
1985 végén a csapattal hat évet lehúzó Elio de Angelis a Brabham istállóhoz távozott. A Lotus Derek Warwick-et szerette volna leigazolni, aki a gyári Renault csapat megszűnése miatt ülés nélkül maradt. Ayrton Senna azonban tiltakozott ez ellen, mondván a csapatnál elég egyetlen első számú pilóta, és az ő kell, hogy legyen. Ő inkább azt javasolta, hogy honfitársa, Mauricio Gugelmin legyen a csapattársa. A csapat elfogadta Senna kérését, de Gugelmin helyett mégis inkább Johnny Dumfries mellett döntöttek, ugyanis a csapat főszponzora, a John Player Special cigarettamárka, mindenképpen egy brit származású versenyzőt akart. Warwick végül de Angelis helyére került a Brabhamnél, miután a pilóta halálos tesztbalesetet szenvedett (és 1990-ben végül a Lotus pilótája lett), Gugelmin pedig 1988-ban a March színeiben mutatkozhatott be.
Mindazonáltal ez volt az utolsó alkalom, hogy a Lotus autói a legendás fekete-arany festésben tündökölhettek. A Renault sportágból való kiszállása (pontosabban a turbómotorok fejlesztésének abbahagyása) miatt a Lotus új motorpartnert talált a Honda személyében. A Honda viszont feltételül szabta, hogy a saját versenyzője, Nakadzsima Szatoru legyen Senna csapattársa. Emiatt a szponzoráció megszűnt, a Lotus pedig egy másik cigarettamárka, a Camel sárga-kékjébe öltözött.

## Eredmények
(félkövérrel jelölve a pole pozíció)
| Év   | Csapat                 | Motor                 | Gumik | Pilóták         | 1   | 2   | 3   | 4   | 5   | 6   | 7   | 8   | 9   | 10  | 11  | 12  | 13  | 14  | 15  | 16  | Pontok | Helyezés |
| ---- | ---------------------- | --------------------- | ----- | --------------- | --- | --- | --- | --- | --- | --- | --- | --- | --- | --- | --- | --- | --- | --- | --- | --- | ------ | -------- |
| 1986 | John Player Team Lotus | Renault Gordini EF15B | G     |                 | BRA | ESP | SMR | MON | BEL | CAN | DET | FRA | GBR | GER | HUN | AUT | ITA | POR | MEX | AUS | 58     | 3.       |
| 1986 | John Player Team Lotus | Renault Gordini EF15B | G     | Ayrton Senna    | 2   | 1   | KI  | 3   | 2   | 5   | 1   | KI  | KI  | 2   | 2   | KI  | KI  | 4   | 3   | KI  | 58     | 3.       |
| 1986 | John Player Team Lotus | Renault Gordini EF15B | G     | Johnny Dumfries | 9   | KI  | KI  | NK  | KI  | KI  | 7   | KI  | 7   | KI  | 5   | KI  | KI  | 9   | KI  | 6   | 58     | 3.       |

## Fordítás
Ez a szócikk részben vagy egészben  a   Lotus 98T című angol Wikipédia-szócikk ezen változatának fordításán alapul.  Az eredeti cikk szerkesztőit annak laptörténete sorolja fel. Ez a jelzés csupán a megfogalmazás eredetét és a szerzői jogokat jelzi, nem szolgál a cikkben szereplő információk forrásmegjelöléseként.